# كوهي إيسه
كوهي إيسه (باليابانية: 伊佐 耕平) (23 نوفمبر 1991 في هيوغو في اليابان – )؛ هو لاعب كرة قدم ياباني سابق كان يلعب كمهاجم.

## وصلات خارجية
- كوهي إيسه على موقع رابطة كرة القدم اليابانية للمحترفين (اليابانية)
- كوهي إيسه على موقع قاعدة بيانات كرة القدم.إي يو (الإنجليزية)
- كوهي إيسه على موقع Soccerway.com (الإنجليزية)
- كوهي إيسه على موقع عالم كرة القدم.نت (الإنجليزية)